# Václav Trešl
Václav Trešl (25. září 1894 Myslkovice – 9. září 1982) byl český legionář, voják první světové války, četník a kronikář.

## Životopis
Václav Trešl se narodil 25. září 1894 v Myslkovicích u Soběslavi. Vystudoval měšťanskou školu a následně pracoval jako zedník. Rovněž byl členem Sokola. Před první světovou válkou byl v dubnu roku 1909 odveden do Vídně.
O pět let později byl odveden na frontu, bojoval v Karpatech, v Kyjevě a v Haliči, kde v červnu 1915 padl do ruského zajetí. Následně vstoupil do československých legií v Rusku. Za několik týdnů bojoval v bitvě u Zborova. Východní fronta se ale rozpadla a legionáři se museli dostat na západní frontu. V Rusku navíc proběhla druhá revoluce a moci se ujali bolševici, kteří legiím odmítli vydat zbraně.
Trešl cestoval vlakem přes Ural, kde padlo rozhodnutí, že legie budou s bolševiky bojovat. Boj prohráli a vlakem cestovali k Vladivostoku. V průběhu cesty byl přeřazen do zdravotního vlaku, s nímž projel přes Sibiř až k Vladivostoku. Během cesty proběhlo založení Československa. Po příjezdu do Vladivostoku se vojáci nalodili na loď plující přes Nagasaki, Manilu, Cejlon a Aden až do přístavu v Terstu. Z města se vlakem dopravil do Prahy a z Prahy do rodných Myslkovic.
Po návratu z války v roce 1920 vystudoval četnickou školu v Praze a následně se stal četníkem a věnoval se sepisování svého rodu i rodin z Myslkovic. Ve vesnici se oženil s Marií, se kterou se znal již před válkou.
Václav Trešl zemřel 9. září 1982 ve věku 87 let. Po celou dobu bojů v legiích si psal vlastní deník, který Zdeněk Vybíral vydal v roce 2018 pod názvem Kronika mojí velké války.